# 了洙
了洙，字涣之，辽朝僧人，本高姓。
少时学习诗书礼乐，长大后，潜心佛教，卜居丰阳玄心寺，研探六艺子史之学。与临潢府儒生楊丘文友善，二人在辽宋边界的易水相遇，讨论儒学和佛教的关系。乾统三年（1103年），楊丘文撰写柳谿玄心寺洙公壁记。了洙有遗作五篇。